# Тикуго (провинция)

Провинция Тикуго на карте Японии со старым административным делением (выделена красным).

Провинция Тикуго (яп. 筑後国 тикуго но куни, «Страна Тикуго») — историческая провинция Японии в регионе Кюсю на востоке острова Кюсю. Соответствует южной части современной префектуры Фукуока.

## История
Издревле Тикуго была частью государства Цукуси (яп. 筑紫国), которое в VII веке было разделено яматоскими монархами на два административные единицы — Тикуго (яп. 筑後, «заднее Цукуси») и Тикудзэн (яп. 筑前, «переднее Цукуси»). Провинциальное правительство Тикуго располагалось на территории современного города Куруме.
В XVI веке провинция Тикуго была под властью рода Отомо. Однако, фактически её землями руководили владельцы «15 замков Тикуго», которые постоянно воевали друг с другом. Это привело к истощению их сил и завоеванию самураями рода Рюдзодзи.
В период Эдо (1603—1867) провинция Тикуго была разделена на три владения хан: Куруме-хан рода Арима, Янагава-хан и Миикэ-хан рода Татибана.
В результате административной реформы в 1871 году провинция Тикуго была включена в состав префектуры Фукуока.

## Уезды провинции Тикуго
- Икуха (яп. 生葉郡)
- Камицума (яп. 上妻郡)
- Мидзума (яп. 三瀦郡 (三潴郡))
- Мии (яп. 御井郡)
- Миикэ (яп. 三毛郡 (三池郡))
- Михара (яп. 御原郡)
- Симоцума (яп. 下妻郡)
- Такэно (яп. 竹野郡)
- Ямамото (яп. 山本郡)
- Ямато (яп. 山門郡)